# San Jerónimo el Real
San Jerónimo el Real, anomenat popularment «Los Jerónimos», és un temple parroquial catòlic de Madrid, propietat de l'arquebisbat de Madrid. Anteriorment havia estat un monestir de frares jerònims, fundat originalment per Enric IV, si bé l'edifici actual va ser construït pels Reis Catòlics, tot i que ha patit nombroses modificacions. El temple està situat al carrer de Ruiz de Alarcón, amb façanes als carrers Moreto, Academia i Casado de Alisal. Des de 1995 té la consideració de Bé d'Interès Cultural amb la categoria de monument.

## Descripció
L'església està construïda en estil gòtic ogival, únic exemple d'aquesta mena d'arquitectura a Madrid. Té una única nau amb capelles laterals situades entre els contraforts. El creuer poligonal i el cor alt als peus; el sostre està totalment cobert amb voltes de creuria d'estil gòtic tardà. Al llarg de la seva història va comptar amb altres estances o àmbits, com una habitació reial a l'absis de l'església quan s'hi hostatjaven els monarques, així com dos claustres, que han desaparegut totalment o parcialment.

## Història
L'edifici es remunta a 1503, quan els Reis Catòlics van ordenar la construcció d'un monestir de frares de l'orde de Sant Jeroni. Amb tot, la fundació de monestir de jerònims a la vila datava del regnat d'Enric IV, que el 1464 va iniciar-ne la construcció a la vora del riu Manzanares, en commemoració de la victòria del seu favorit, Beltrán de la Cueva, en una justa celebrada durant una visita dels ambaixadors dels ducs de Bretanya. San Jerónimo el Real va ser una de les esglésies predilectes de la monarquia espanyola, i molt sovint s'hi feien jures de reis, prínceps, exèquies reials, casaments, entre d'altres celebracions. Felip IV va utilitzar l'antic monestir com a punt de partida per a la construcció del desaparegut Palau del Buen Retiro, del qual només en restó el Salón de Reinos i el Casón del Buen Retiro.
Durant l'ocupació francesa va ser espoliat i convertit en caserna militar. L'edifici va quedar en molt mal estat, i el que quedava de l'original va ser refet o restaurat al llarg del segle xix. El 1851, per ordre del rei consort, Francesc d'Assís de Borbó, i sota la direcció de Narciso Pascual y Colomer es va emprendre una restauració que va reduir el conjunt a l'edifici actual, és a dir, a l'església i un dels claustres, enderrocant la resta per inservible. D'aquest moment data la façana principal, les dues torres, l'absis i la decoració exterior. L'interior va ser restaurat per Enrique María Repullés el 1879, d'acord amb la concepció original.
Amb motiu de la boda d'Alfons XIII i Victòria Eugènia de Battenberg, el 1905 s'hi va construir una escala monumental. Posteriorment, el 1948, l'arquitecte, Francisco Íñiguez va eliminar l'arrebossat exterior, deixant la maçoneria i el maó a la vista. El 2000 es va encetar un procés de restauració, fruit d'un conveni entre l'arquebisbat de Madrid i el Ministeri de Cultura, que va suposar canvis exteriors i interiors, treballs que van durar una dècada. Es va restaurar el conjunt, tret de l'escala d'inicis de segle xx, amb la intenció de recuperar la imatge antiga del temple.